# Johann-Matthias Graf von der Schulenburg
Johann-Matthias Graf von der Schulenburg (* 20. Juni 1950 in Hamburg) ist ein deutscher Wirtschaftswissenschaftler an der Universität Hannover.

## Leben
Er stammt aus dem deutschen Adelsgeschlecht derer von der Schulenburg, aus dem Zweig Beetzendorf I. Seine Eltern waren Werner Graf von der Schulenburg und Rosemarie von Blücher, Tochter von Joachim von Blücher. Sein Bruder Michael wurde 1947 geboren.
Schulenburg ist nach Matthias Johann von der Schulenburg, Generalfeldmarschall im Dienste der Republik Venedig, benannt. Er ging in Lippstadt und Bielefeld zur Schule, ist verheiratet, hat drei Söhne, ist evangelisch und Rechtsritter des Johanniterordens. Seit 2013 ist er Mitglied der Ordensregierung (zunächst als Ordensschatzmeister, dann als Ordenswerkmeister und ab 2023 als Ordenskanzler) des Johanniterordens.
Schulenburg leitet die Forstverwaltung der Grafen Schulenburg, eine von ihm 1995 gegründete private Forstverwaltung, die die Forstbetriebe Groß Wismar und Tylsen in der Altmark sowie Rugensee in Mecklenburg bewirtschaftet. Von 2009 bis 2017 war er Vorsitzender des Schulenburg'schen Familienverbandes.
Nach Beendigung seiner Bundeswehrzeit (Leutnant der Reserve) studierte er Volkswirtschaftslehre, Soziologie und Jura an den Universitäten Bielefeld, Göttingen und der Universidad Internacional Menéndez Pelayo in Santander. Er promovierte und habilitierte an der LMU München.
Bevor er an das Wissenschaftszentrum Berlin ging, wo er die Abteilung Marktprozeß und Unternehmensentwicklung leitete, forschte er ein Jahr an der Princeton University. Außerdem war er Gastprofessor in Aix-en-Provence, der École des hautes études commerciales (HEC) in Jouy-en-Josas, und der Duke University, North Carolina. Neben dem Ruf an die Universität Hannover erhielt er Rufe an die Universitäten Köln, Ulm, München sowie die TU Berlin.

## Mitgliedschaften und Funktionen
- Seit 2001 ist er ordentliches Mitglied der Akademie der Wissenschaften und Literatur, Mainz[7]
- Seit 2009 ist er ordentliches Mitglied der Europäischen Akademie der Wissenschaften und Künste.[8]
- Er war 2008 bis 2010 der erste Vorstandsvorsitzende der 2008 gegründeten Deutschen Gesellschaft für Gesundheitsökonomie.[9]
- Von 2002 bis 2017 war er Geschäftsführer des Kompetenzzentrums für Versicherungswissenschaften GmbH und von 2012 bis 2020 Sprecher des vom Bundesministerium für Bildung und Forschung finanzierten CHERH (Center for Health Economics Research Hannover). Die Zeitschrift für die gesamte Versicherungswissenschaft (1999 bis 2018), das European Journal of Health Economics (seit 2000) und die Health Economics Review (2010–2023) werden von ihm als Hauptherausgeber betreut. Seine Forschungsgebiete sind Risikotheorie, Versicherungs- und Gesundheitsökonomie.[6]
- Er ist Vorsitzender des Präsidiums der Deutschen Wildtier Stiftung.[10]